# Michal Ščasný
Michal Ščasný (* 19. August 1978) ist ein ehemaliger tschechischer Fußballspieler und heutiger -trainer.

## Spielerkarriere
Michal Ščasný begann mit dem Fußballspielen bei Slovan Bohnice. Mit zehn Jahren wechselte der Sohn des Trainers Zdeněk Ščasný zum FC Slušovice, zwei Jahre später folgte er seinem Vater nach Zypern. Den Sprung in den Seniorenbereich schaffte der Abwehrspieler erneut unter seinem Vater in der Spielzeit 1994/95 beim SK Roudnice nad Labem. In der Saison 1996/97 spielte er für den Zweitligisten FK GGS Arma Ústí nad Labem, den sein Vater trainierte.
Anschließend wurde er von Sparta Prag verpflichtet, wo er aber nur im B-Team zum Einsatz kam. In der Rückrunde der Saison 1997/98 wurde er an den Zweitligisten FC Tatran Poštorná ausgeliehen und kehrte im Anschluss nach Prag zurück. Im Januar 2001 wechselte er, nachdem er sich bei Sparta nicht hatte durchsetzen können, innerhalb der Stadt zum FK Viktoria Žižkov, bei dem er den Durchbruch schaffte. Auch dort war Zdeněk Ščasný Trainer. In dreieinhalb Erstligajahren absolvierte er 89 Spiele und schoss vier Tore, 2003/04 stieg die Mannschaft ab.
Im Sommer 2005 lief Ščasnýs Vertrag aus, Interesse am Tschechen hatte der österreichische Bundesligist SV Ried, dessen Angebot aber nicht attraktiv genug war. Nach kurzen Tests wechselte Michal Ščasný zum KVC Westerlo in die belgische Erste Division. In Westerlo unterschrieb Ščasný einen Zweijahresvertrag mit einer Option auf eine weitere Saison.
Im Juni 2006 wechselte Ščasnýs zu seinem ehemaligen Jugendverein Anagennisis Dherinia. 2008 ging er zum slowakischen Erstligisten 1. FC Tatran Prešov. Dort etablierte er sich im Frühjahr 2009 als Stammkraft in der Abwehr und blieb bis zum Jahr 2010. Anschließend schloss er sich APEP Pitsilia in der zweiten zyprischen Liga an. Im Jahr 2012 beendete er dort seine Karriere.

## Trainerkarriere
Nach dem Ende seiner aktiven Laufbahn arbeitete Ščasný als Fußballtrainer. Von 2015 bis 2018 war er als Assistenztrainer beim slowakischen Erstligisten FK Senica tätig. Im Sommer 2018 holte ihn Radoslav Látal als Assistent zum amtierenden Meister Spartak Trnava. Nach Látals Entlassung im Dezember 2018 wurde er dessen Nachfolger. Trotz des Pokalsieges wurde sein Vertrag im Sommer 2019 nicht verlängert und Ščasný wurde anschließend Trainer des FK Senica. Am 13. Februar 2020 trennte sich der Verein dann wieder von ihm.

## Sonstiges
Michal Ščasnýs Schwester Pavlína Ščasná (* 1982) spielte ebenfalls Fußball, unter anderem von 2001 bis 2002 und erneut von 2004 bis 2006 beim FC Bayern München, dazwischen in der amerikanischen Profiliga WUSA.